# Canon
För andra betydelser, se Canon (olika betydelser).
Canon Inc. (キヤノン株式会社 Kiyanon Kabushiki Gaisha?) är ett japanskt företag som säljer en rad produkter och tjänster inom innovativ bildhantering. Allt från kameror, skrivare och tryckeriutrustning till tjänster för lagring och delning av bilder, dokumenthantering och digitalisering av processer. Canon tillverkar även medicinsk utrustning och industriprodukter. Canon Inc. omsätter cirka 320 miljarder SEK (2017) och har 198 000 anställda – varav 18 000 i Europa. Huvudkontoret ligger i Ōta-ku, Tokyo, Japan.

## Bakgrund

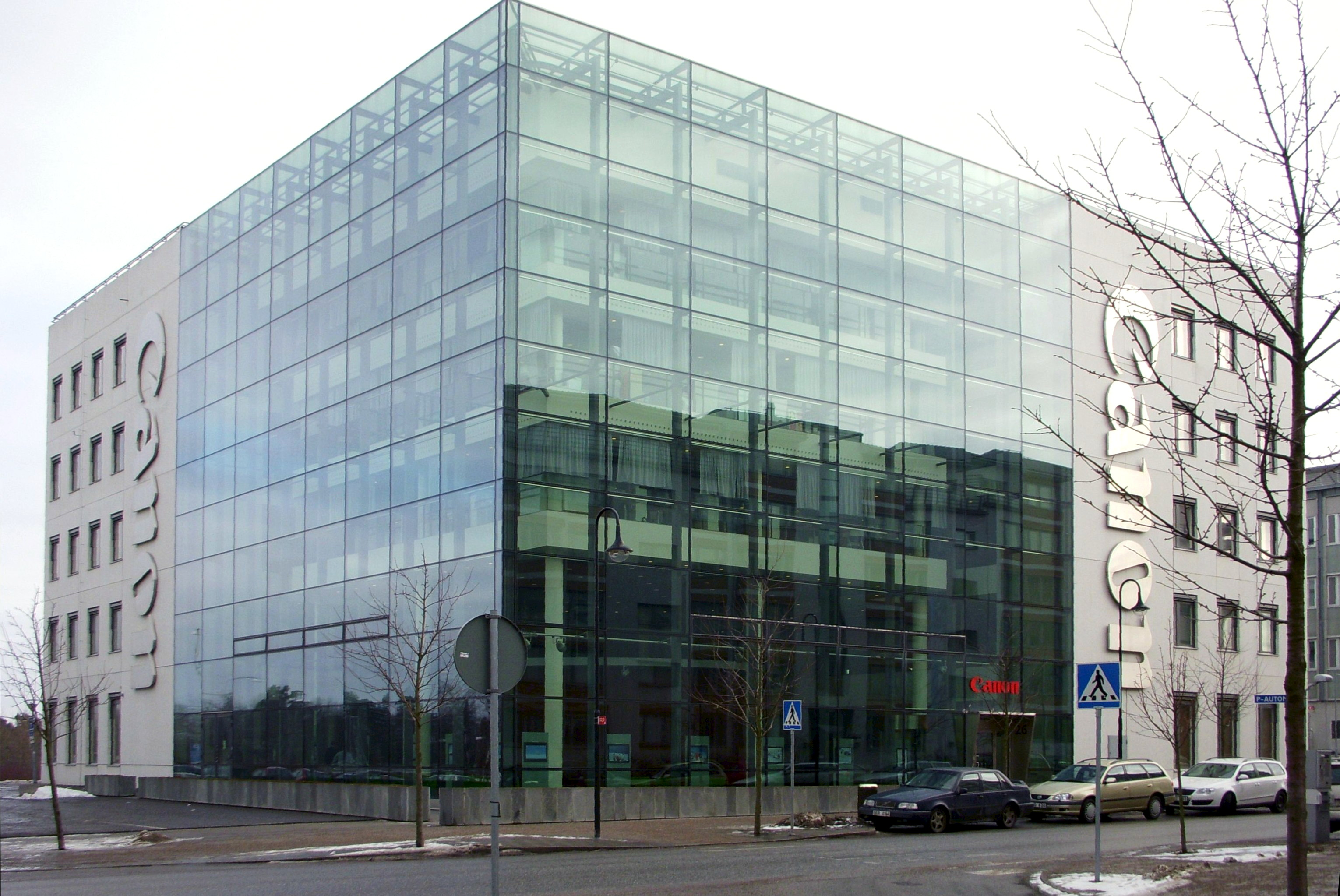
Canonhuset i Frösunda, Solna år 2009

Canon grundades 1937 av Yoshida Goro och hans svåger Uchida Saburo och finansierades av den senares nära vän Takeshi Mitarai.
Redan 1933 började grundarna forska på utvecklandet av kvalitetskameror, då under namnet 精機光学研究所 (Seiki-kougaku-kenkyuujo eller "Precision Optical Instruments Laboratory"). 1934 producerades den första kameraprototypen, Kwanon, som fick sitt namn från Guan Yin, barmhärtighetens gudinna inom buddhismen (観音, Kannon på Japanska). Den första prototypen var en kopia av Leicas mätsökarkameror med skruvgänga. Man följde noga Leicas specifikationer för det skruvgängade objektivet M39, men lade till egna innovationer såsom en kombinerad genomsikts- och mätsökare med variabel för förstoringsgrad. Kwanon utvecklades sedan till Hansa Canon, Japans första kamera med 35 mm fokalplansslutare och Canons första kommersiella kamera.
1935 bytte företaget namn till Canon, men började inte använda namnet officiellt förrän 1947.
1960 startades Canon Svenska AB.
1985 introducerade Canon världens första Inkjet skrivare som använde Bubble Jet-teknologi.
1988 introducerade Canon filosofin Kyosei som betyder ”leva och arbeta tillsammans för alla bästa” som än idag är företagets motto. Begreppet symboliserar företagets vision, värden och sättet som personalen behandlas och affärer görs på. Utöver företagets företagsaktiviteter influerar ledordet även sättet de verkar på i samhället och tillsammans med andra organisationer världen över.

## Produkter

### Kameror
- Canon Powershot
- Canon EOS

## Tjänster
Irista – Canons molnfunktion för bilder. En plattform för att lagra, organisera, skapa och skriva ut bilder på en och samma plats.
Lifecake – En fotodelningsapp för familjer. Föräldrar kan lagra, organisera, dela och visa viktiga ögonblick ur barnens liv. 2015 förvärvade Canon Europe tjänsten Lifecake i ett steg mot att erbjuda fler digitala tjänster för sina konsumenter.

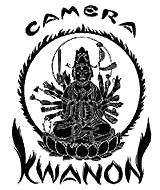
Logotypen som användes till Canons första kamera, Kwanon, som föreställer barmhärtighetens gudinna inom buddhismen.

## Företagstjänster
Canon säljer en rad tjänster för att hantera och automatisera processer inom företag.  Bland annat informationshantering, fakturaprocesser och digital posthantering, automatisering och säkerhet för utskrifts- och dokumenthantering samt verktyg för att optimera arbetet hos interntryckerier och grafisk bransch. Canon har även flera tjänster för att systematisera och digitalisera processer inom stora delar av företaget, bland annat inom HR och finans.

## Miljö & Hållbarhet
I Canons ledord Kyosei ingår företagets miljöarbete som syftar både till att minska den egna miljöpåverkan och att hjälpa kunderna minska sin miljöpåverkan genom rätt val av produkter. Canon var tidiga med miljötänket och startade 1990 världens första återvinningsprogram för servicekassetter.
Idag har Canon-koncernen har ett miljöavtal med målet att erbjuda produkter med lägre miljöbelastning genom förbättrad resurseffektivitet, samtidigt som man eliminerar antisociala aktiviteter som hotar människors och miljöns hälsa och säkerhet. Canon arbetar med miljömedvetenhet från produktutveckling och produktion till användning och produktåtervinning och har uppnått ISO14001-certifiering i hela världen. Canon innehar dessutom Blue-Angel märket i Tyskland för kopiatorer.
Canon lägger stor vikt vid användarvänlighet. Alla Canons produkter har anpassade gränssnitt för människor med funktionsvariation, det ska gå att hantera till exempel skrivare och scanner trots dålig syn eller bara en arm.

## Forskning & Utveckling
Canon är ett forskningsintensivt företag och under 2017 lämnades 3 285 USA-patent in, vilket innebär en global tredjeplats. Den globala Canon-gruppen investerar 7,5 % av den sammanlagda intäkten i forskning och utveckling och har två anläggningar för forskning och utveckling, en i Frankrike (Canon Research France) och en i England (Canon Research Europe).

## World Press Photo
Canon Europe har varit partner till Word Press Photo sedan 1992. World Press Photo organiserar den största internationella tävlingen för professionella fotojournalister, och fungerar som en världsomspännande plattform för pressfotografi.